# Płoska (rejon dubieński)
Płoska (ukr. Плоска) – wieś na Ukrainie, w obwodzie rówieńskim, w rejonie dubieńskim, w hromadzie Tarakanów. W 2001 liczyła 680 mieszkańców, spośród których 679 wskazało jako ojczysty język ukraiński, a 1 rosyjski.
W okresie międzywojennym dwie wsie, Płoska Czeska i Płoska Ruska, znajdowały się w granicach II RP, wchodząc w skład gminy Sudobicze w powiecie dubieńskim, w województwie wołyńskim.